# Вайдич, Габриэль фон
Га́бриэль фон Ва́йдич (венг. Gabriel von Wayditch, 28 декабря 1888, Будапешт, тогда Австро-Венгрия — 28 июля 1969, Нью-Йорк) — венгерский и американский композитор, дирижёр, поздний романтик.

## Биография
О жизни композитора известно крайне мало. В 1914 он переехал в США. Несмотря на высокие оценки Э.Ляйнсдорфа и Дж. Ливайна, о которых упомянул в интервью сын композитора, музыка Вайдича не была принята музыкальной средой Америки, он умер в безвестности. Оставил эссе о Р.Вагнере.

## Сочинения
Автор 14 опер, среди которых относительно известны две — Волшебник халифа (1917), Иисус перед Иродом (1918), обе они записаны лишь в 1975. Опера Еретик, которую композитор писал с 1948, осталась не доведенной до конца: завершен лишь её клавир. Она длится 8 с половиной часов и занесена в Книгу рекордов Гиннесса как самая длинная опера в мире. Вайдич имеет в критике репутацию абсолютной музыкальной диковины.